# Cystacanthus datii
Cystacanthus datii är en akantusväxtart som beskrevs av Raymond Benoist. Cystacanthus datii ingår i släktet Cystacanthus och familjen akantusväxter. Inga underarter finns listade i Catalogue of Life.